# Vrbova
Vrbova är en ort i Kroatien.   Den ligger i länet Brod-Posavina, i den östra delen av landet, 140 km sydost om huvudstaden Zagreb. Vrbova ligger 127 meter över havet och antalet invånare är 1 051.
Terrängen runt Vrbova är platt söderut, men norrut är den kuperad. Terrängen runt Vrbova sluttar söderut. Runt Vrbova är det ganska tätbefolkat, med 72 invånare per kvadratkilometer. Närmaste större samhälle är Nova Gradiška, 15,8 km väster om Vrbova. Trakten runt Vrbova består till största delen av jordbruksmark.